# Сурское (Днепропетровская область)
Сурское (укр. Сурське) — село (до 2018 года — посёлок) на территории Николаевской сельской общины Днепровского района Днепропетровской области Украины.
Код КОАТУУ — 1221485603. Население по переписи 2001 года составляло 116 человек.

## Географическое положение
Посёлок Сурское находится на берегу реки Мокрая Сура, в месте впадения в неё реки Грушевка, выше по течению на расстоянии в 2,5 км расположено село Оленовка (Криничанский район), выше по течению реки Грушевка на расстоянии в 1 км расположено село Грушевка (Криничанский район).